# Nightmare
Nightmare este al cincilea album de studio al trupei Avenged Sevenfold. A fost lansat la 27 iulie 2010 de casa de discuri Warner Bros. Records. A fost produs de Mike Elizondo și mixat în New York City de un inginer renumit, Andy Wallace. Nightmare este primul album de Avenged Sevenfold fără toboșarul James "The Rev" Sullivan, după decesul său la 28 decembrie 2009. Totuși, el a scris piesele care au fost folosite pentru înregistrările finale, făcându-l ultimul album pe care l-a scris.

## Lista cântecelor
| Nr.             | Titlu                                                                     | Lungime |  |
| 1.              | „Nightmare” (scris de M. Shadows)                                         | 6:15    |  |
| 2.              | „Welcome to the Family” (scris de The Rev, M. Shadows și Zacky Vengeance) | 4:05    |  |
| 3.              | „Danger Line” (scris de Johnny Christ și Zacky Vengeance)                 | 5:28    |  |
| 4.              | „Buried Alive” (scris de M. Shadows)                                      | 6:44    |  |
| 5.              | „Natural Born Killer” (scris de The Rev)                                  | 5:15    |  |
| 6.              | „So Far Away” (scris de Synyster Gates)                                   | 5:26    |  |
| 7.              | „God Hates Us” (scris de M. Shadows)                                      | 5:19    |  |
| 8.              | „Victim” (scris de Synyster Gates,Zacky Vengeance și Johnny Christ)       | 7:29    |  |
| 9.              | „Tonight the World Dies” (scris de Johnny Christ și The Rev)              | 4:41    |  |
| 10.             | „Fiction” (scris de The Rev)                                              | 5:18    |  |
| 11.             | „Save Me” (scris de M. Shadows și The Rev)                                |         |  |
| Lungime totală: | Lungime totală:                                                           | 66:49   |  |